# Triumph-Marsch (Johann Strauss)
Der Triumph-Marsch ist ein Marsch von Johann Strauss (Sohn) (op. 69). Das Werk wurde Ende 1849 oder Anfang 1850 erstmals aufgeführt.